# 欧民
欧民（EuroNat）是曾经的一个極右派与极端民族主义欧洲政治联盟，于1997年3月30日在斯特拉斯堡举行的法国国民阵线代表大会上成立。其组织结构松散，实际上是基于国民阵线活动的合作。该组织未能在西欧获得多数支持，但国民阵线领导人讓-馬里·勒龐在东欧获得了更多支持。
欧民创始人在一份联合声明中表达了这样的观点：一个“重生”的欧洲“应该由基于希腊、凯尔特、日耳曼、拉丁和基督教传统的欧洲国家来构建”。
曾经属于该组织的政党包括：
| 国家     | 政党                          |
| -------- | ----------------------------- |
| 比利时   | 弗拉芒集团                    |
| 捷克     | 共和国联盟—捷克斯洛伐克共和党 |
| 捷克     | 米罗斯拉夫·斯拉德克的共和党人 |
|          | 克罗地亚权利党                |
| 芬兰     | 爱国人民运动                  |
| 法國     | 国民阵线                      |
| 德国     | 德意志人民联盟                |
| 希腊     | 希腊阵线                      |
| 匈牙利   | 匈牙利正义与生活党            |
| 義大利   | 新力量                        |
| 義大利   | 三色火焰社会运动              |
| 荷蘭     | 新右翼                        |
| 葡萄牙   | 国民联盟                      |
| 羅馬尼亞 | 大罗马尼亚党                  |
| 塞爾維亞 | 塞尔维亚激进党                |
| 斯洛伐克 | 斯洛伐克民族黨                |
| 西班牙   | 国家民主党                    |
| 瑞典     | 国家民主党                    |
| 瑞典     | 瑞典民主黨                    |
| 英国     | 英國國家黨                    |

## 书目
- Mareš, Miroslav.  (PDF). Brno, Czech Republic: Masaryk University. July 2006  [2023-10-03]. （原始内容存档 (PDF)于2011-08-18）.
- Euro-Nat - The international network of the Sweden Democrats, Stieg Larsson, David Lagerlöf, Svend Johansen, Kerstin Zachrisson ISBN 91-972204-5-0
- Euro-Nat: Sverigedemokraternas internationella nätverk, Stieg Larsson ISBN 91-972204-7-7